# 柏卓克·蘇利雲
柏卓克·埃弗雷特·蘇利雲（英語：Patrick Everette Sullivan，1988年7月9日—），生於美國奧蘭多，已退役美國籃球運動員，司職中鋒。

## 籃球生涯
蘇利雲生於美國奧蘭多，於2011年在以色列籃球超級聯賽球隊霍隆夏普爾展開職業籃球員生涯。2013年起分別效力日本乙組聯賽球隊新潟天鵝及群馬雷鶴。
2016年11月，蘇利雲加盟香港首支職業籃球隊東方龍獅，首度征戰東南亞職業籃球聯賽。而其代表作為於2016年12月7日主場對新加坡腾飞之狮的聯賽，在加時最後一擊搶得籃板補中，結果協助東方以兩分之差險勝聯賽最強隊伍。
直到2017年2月，由於蘇利雲身形始終略爲高挑，面對如新加坡腾飞之狮的巨人中鋒祖斯甸·侯活時令球隊內線威力大大削弱，有見及此，東方決定與蘇利雲解約，並邀請前NBA新澤西籃網球員祖舒·布恩取代其外援位置，而蘇利雲就轉會瑞士籃球聯賽球隊邦庫爾。

## 外部連結
- Patrick Sullivan （页面存档备份，存于）
- 帕特里克·沙利文在fiba.basketball（英语）
- 帕特里克·沙利文在Basketball-Reference.com（NBA G聯盟）（英语）
- 帕特里克·沙利文在Sports-Reference.com（NCAA）（英语）
- 帕特里克·沙利文在Eurobasket.com（球員）（英语）
- 帕特里克·沙利文在RealGM（英语）
- 帕特里克·沙利文在Proballers（英语）